# 弯果葫芦巴
弯果葫芦巴（学名：Trigonella hamosa）为豆科胡芦巴属下的一个种。